# Клейтон, Дэвид
Дэвид Клейтон Роджерс (англ. David Clayton Rogers; род. 21 октября 1977) — американский актёр, сценарист и кинопродюсер. Он снялся в таких фильмах, как «Возвышенное» и «Темная поездка». Роджерс начал свою актёрскую карьеру в телевизионном фильме «Кровавое воскресенье», за которым последовало появление в сериале WB «Девочки Гилмор». В начале 2004 года он присоединился к актёрскому составу драматического сериала «НЕЙЛОН». В 2010 году он снялся вместе с Джоанной Гарсия в оригинальном фильме ABC Family «Месть подружек невесты».
Роджерс спродюсировал два короткометражных фильма: «Следуя за Абрахамом» 2006 года и «Скайлайн» 2009 года, в которых он также написал сценарий и снялся.

## Биография
Роджерс родился в Атланте, штат Джорджия, США, в семье Кэролин Мэпп Хьюз и Э.Пола Роджерса-младшего, который был владельцем и президентом компании «Dorsey Alston Realty Company».

## Личная жизнь
19 октября 2010 года он обручился с актрисой Салли Прессман. Пара познакомилась в актёрской студии «Лесли Кан», поженилась 17 сентября 2011 года.
6 октября 2012 года было объявлено, что они ждут своего первого ребёнка, который родился в апреле 2013 года.

## Фильмография

### Фильмы
| Год  | Название                   | Роль                                               |
| ---- | -------------------------- | -------------------------------------------------- |
| 2015 | Uncanny                    | Адам                                               |
| 2010 | Blast Off                  | Дэйв                                               |
| 2010 | Revenge of the Bridesmaids | Генри Кент                                         |
| 2009 | Skylight                   | Даркнесс (также является создателем и сценаристом) |
| 2007 | Border Patrol              | Рок Гайс                                           |
| 2007 | Sublime                    | Билли                                              |
| 2006 | Dark Ride                  | Стив                                               |
| 2002 | O Beautiful                | Энди                                               |

### Телевидение
| Год        | Название                       | Роль                                                    | Примечания                  |
| ---------- | ------------------------------ | ------------------------------------------------------- | --------------------------- |
| 2021       | Leverage:Redemption            | Чад Дэйхл                                               | Эпизод “The Unwellness Job” |
| 2020       | Blindspot                      | Айс Крим                                                | Эпизод “Fire & Brimstone”   |
| 2020       | One Day At A Time              | Себастьян                                               | Эпизод “Checking Boxes”     |
| 2016       | Major Crimes                   | Крэйг Конлэй                                            | Приглашённая звезда         |
| 2015       | Castle                         | Виго Джансэн                                            | Приглашённая звезда         |
| 2014       | Mixology                       | Джим                                                    | Приглашённая звезда         |
| 2013       | Back in the Game               | Джейк                                                   | Приглашённая звезда         |
| 2013       | Nashville                      | Джэйсон                                                 | Приглашённая звезда         |
| 2012       | Underbelly                     | Мартин                                                  | Пилотный эпизод             |
| 2012       | Grimm                          | Артур Джарвис                                           | Приглашённая звезда         |
| 2012       | Happy Endings                  | Син                                                     | Приглашённая звезда         |
| 2012       | Jane By Design                 | Бэн Кьюмби                                              | Приглашённая звезда         |
| 2011       | H+: The Digital Series         | Кенет Дюбэн                                             | Приглашённая звезда         |
| 2010       | The Pregnancy Pact             | Брэд Лиарли                                             | Фильм для телевидения       |
| 2009, 2010 | Cougar Town                    | Мэт                                                     | Приглашённая звезда         |
| 2008       | Austin Golden Hour             | Эйш Бэйкер                                              | Фильм для телевидения       |
| 2008       | Shark                          | Бруд Миллер                                             | Приглашённая звезда         |
| 2007       | Numb3rs                        | Санте/Стиффи Канави                                     | Приглашённая звезда         |
| 2007       | CSI: NY                        | Кэмпбелл                                                | Приглашённая звезда         |
| 2007       | Говорящая с призраками         | Эрик Сандборн, Джон Ричмонд, Оскар Хьюджес, Ричард Вард | Полная серия                |
| 2007       | Brothers & Sisters             | Джом Льюис                                              | Приглашённая звезда         |
| 2007       | Demons                         | Конрад Дэвид                                            | Фильм для телевидения       |
| 2006       | CSI: Crime Scene Investigation | Брюс Ортолани                                           | Приглашённая звезда         |
| 2006       | Cold Case                      | Дэйв                                                    | Приглашённая звезда         |
| 2006       | The Legend of Butch & Sundance | Бич Кэссэди                                             | Фильм для телевидения       |
| 2005       | The Locrian Mode               | Джэк                                                    | Приглашённая звезда         |
| 2005       | Law & Order: Trial by Jury     | Тэд Хиар                                                | Приглашённая звезда         |
| 2004       | NY-LON                         | Люк                                                     | Полная серия                |
| 2004       | Gilmore Girls                  | Тревор                                                  | Приглашённая звезда         |
| 2003       | Boys Life 4: Four Play         | Энди                                                    | Приглашённая звезда         |
| 2002       | O Beautiful                    | Энди                                                    | Фильм для телевидения       |
| 2002       | Bloody Sunday                  | Дэнис                                                   | Фильм для телевидения       |